# 若桜鉄道
若桜鉄道株式会社（わかさてつどう、英: Wakasa Railway Co., Ltd.）は、鳥取県で旧国鉄特定地方交通線の若桜線を引き継いで運営している、鳥取県などが出資する第三セクター方式の鉄道事業者である。本社は鳥取県八頭郡若桜町に所在。

## 歴史
- 1987年（昭和62年）
  - 8月6日：設立。
  - 10月14日：西日本旅客鉄道（JR西日本）若桜線を転換し若桜線開業[3]。
- 2007年（平成19年）8月8日：若桜駅に蒸気機関車C12 167を搬入。
- 2009年（平成21年）4月1日：鉄道事業の運営形態を変更（第一種鉄道事業者 → 第二種鉄道事業者）。
- 2014年（平成26年）9月1日：経営立て直しのため公募社長が就任[4]。
- 2015年（平成27年）4月11日：蒸気機関車の試験運行を若桜 - 八東間で実施[5][6]。

### 運営形態の変更
若桜鉄道は、2009年（平成21年）1月20日に臨時株主総会を開催し、上下分離方式（公設民営方式）を採用することを決めた。同年4月1日をもって若桜鉄道が所有する線路、駅施設等を若桜町および八頭町に譲渡し、両町が第三種鉄道事業者として施設を保有管理、若桜鉄道が第二種鉄道事業者として運行を行うこととした。
これは、転換時に積み立てられた赤字補填基金が2008年度（平成20年度）末に枯渇することが明らかになったため、若桜町、八頭町および若桜鉄道は法定協議会を開催して、今後の若桜線の運営改善方策の策定を行った。その結果、地域公共交通の活性化及び再生に関する法律の規定に基づき、国土交通省に鉄道事業再構築実施計画の認定について申請し、2009年（平成21年）3月13日付けで認定されたものである。 
この鉄道事業再構築実施計画認定は、福井鉄道福武線（2009年2月24日認定）に次いで2件目で、「公有民営化」方式としては初めての認定である。
なお、上下分離方式の採用に伴い、従来、社長は若桜町長、副社長は八頭町長（2005年3月30日までは八東町長）が兼務していたが、2009年（平成21年）6月22日に取締役会を開催し、6月23日付けで小林昌司社長（若桜町長）が会長に、平木誠副社長（八頭町長）が副会長になり、唯一代表権を持つ社長には旧国鉄出身の原卓也専務が昇格することを決めた。
2014年（平成26年）に社長が一般から公募され、同年9月に由利高原鉄道のITアドバイザーをしていた山田和昭が社長に就任し、3年間務めた。
八頭町から年間5900万円の財政支援を受けてきたが、2015年度（平成27年度）の赤字額は1500万円となった。2016年（平成29年）には若桜町と八頭町に（資産としての）車両を譲渡し、維持管理費や燃料費の負担も行うことが決定。年9900万円の財政支援金額となった。ただ、数年内に老朽化した車両の大規模な修繕費などが加わり、八頭町の支援が年1億2000万円になる見込みのため、今後の路線存続、1日10往復の運行維持が危ぶまれているとも報じられた。しかし、2020年3月14日のダイヤ改正で八東駅に交換設備が新設されるのに伴い、逆に増発されて15往復となることになった。

### 経営状況・利用状況
各年度の経営状況・利用状況は以下の通り。1万円以下は切り捨て。▲は赤字を示す。
| 年度   | 輸送人員 （人） | 収入        | 支出        | 損益額    | 備考           | 出典   |
| ------ | --------------- | ----------- | ----------- | --------- | -------------- | ------ |
| 2008年 | 427,601         | 1億51万円   | 1億5780万円 | ▲5728万円 | 上下直営最終年 | [ 15 ] |
| 2009年 | 391,463         | 1億9210万円 | 1億9030万円 | 180万円   | 上下分離開始   | [ 15 ] |
| 2010年 | 397,291         | 1億9771万円 | 1億9544万円 | 226万円   |                | [ 15 ] |
| 2011年 | 419,801         | 2億848万円  | 2億761万円  | 87万円    |                | [ 15 ] |
| 2012年 | 395,794         | 2億1617万円 | 2億2462万円 | ▲845万円  |                | [ 15 ] |
| 2013年 | 415,763         | 2億1625万円 | 2億3280万円 | ▲1655万円 |                | [ 15 ] |
| 2014年 | 346,658         | 1億8621万円 | 2億1774万円 | ▲3153万円 |                | [ 15 ] |

## 路線
運行形態などは以下の項目を参照のこと。

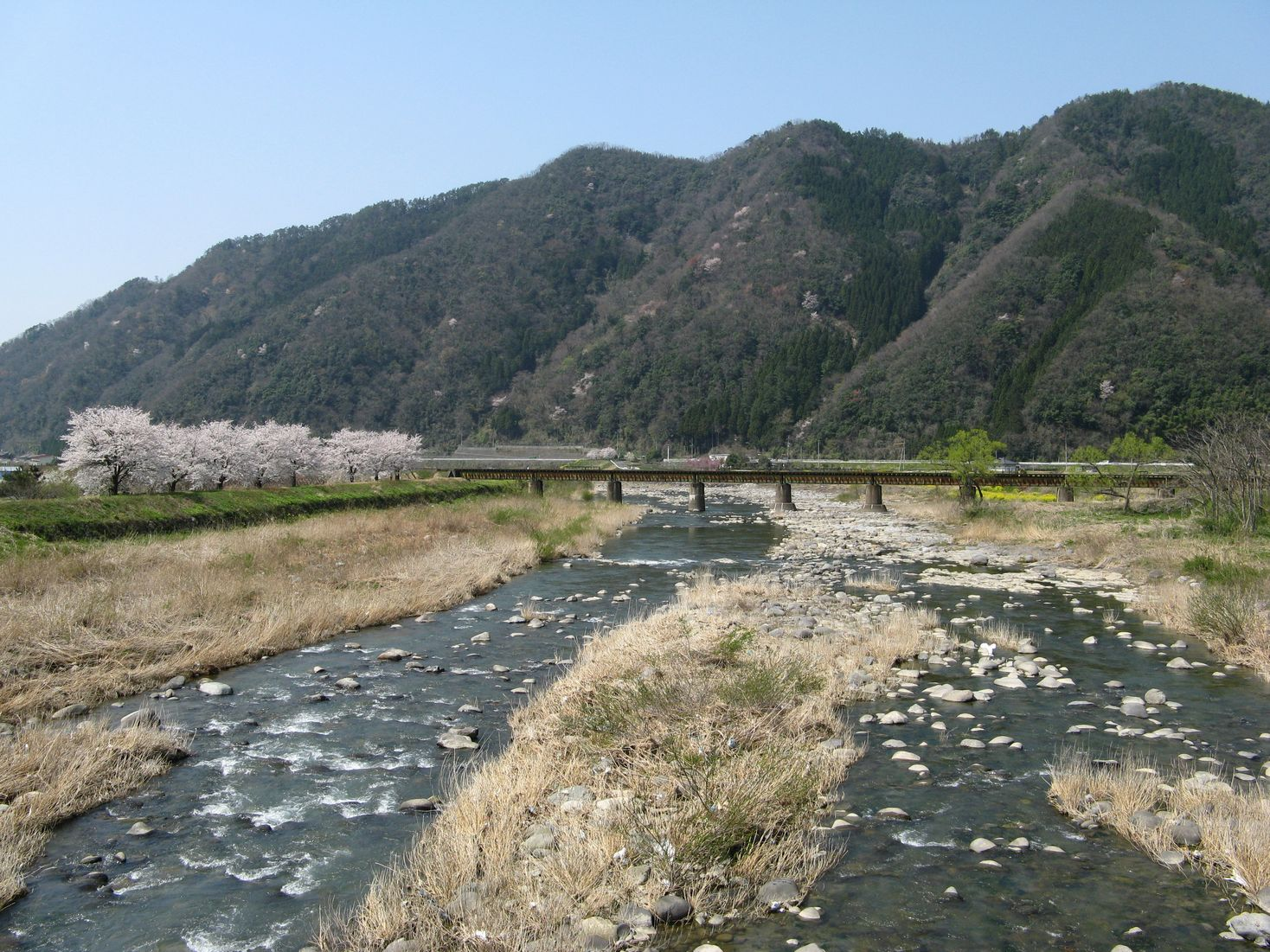
八東駅 - 徳丸駅間の第二八東川橋梁

- 若桜線 郡家 - 若桜（19.2 km ・第2種鉄道事業）

## 車両
形式称号の「WT」は若桜鉄道の列車が走る沿線の町にちなみ、「W＝若桜」、「T＝鳥取」を意味している。
2016年（平成28年）に車両を若桜町および八頭町に譲渡した。各車両は若桜鉄道に在籍しながら、維持管理は両町が行う形態となっている。

### 現有車両
2017年（平成29年）3月31日現在、2形式4両の気動車が在籍する（所有は若桜町および八頭町）。
WT3000形
1987年（昭和62年）の開業時に投入したWT2500形を更新工事の施工により改番した軽快気動車で、WT3001・WT3003・WT3004の3両が在籍。全車に「さくら」の愛称が付けられている。
2018年にWT3003が観光列車「昭和号」、2019年にWT3001が「八頭号」、2020年にWT3004が「若桜号」に改造されて運行されている。

WT3300形
2001年（平成13年）3月に増備された新潟鐵工所製の軽快気動車 (NDC)で、WT3301の1両のみ在籍。日本宝くじ協会寄贈の「宝くじ号」である。イベント用としても使用するため、カラオケ装置が設置されている。2016年3月からは「スズキ・GSX1300Rハヤブサ」のラッピング広告車両となっている。

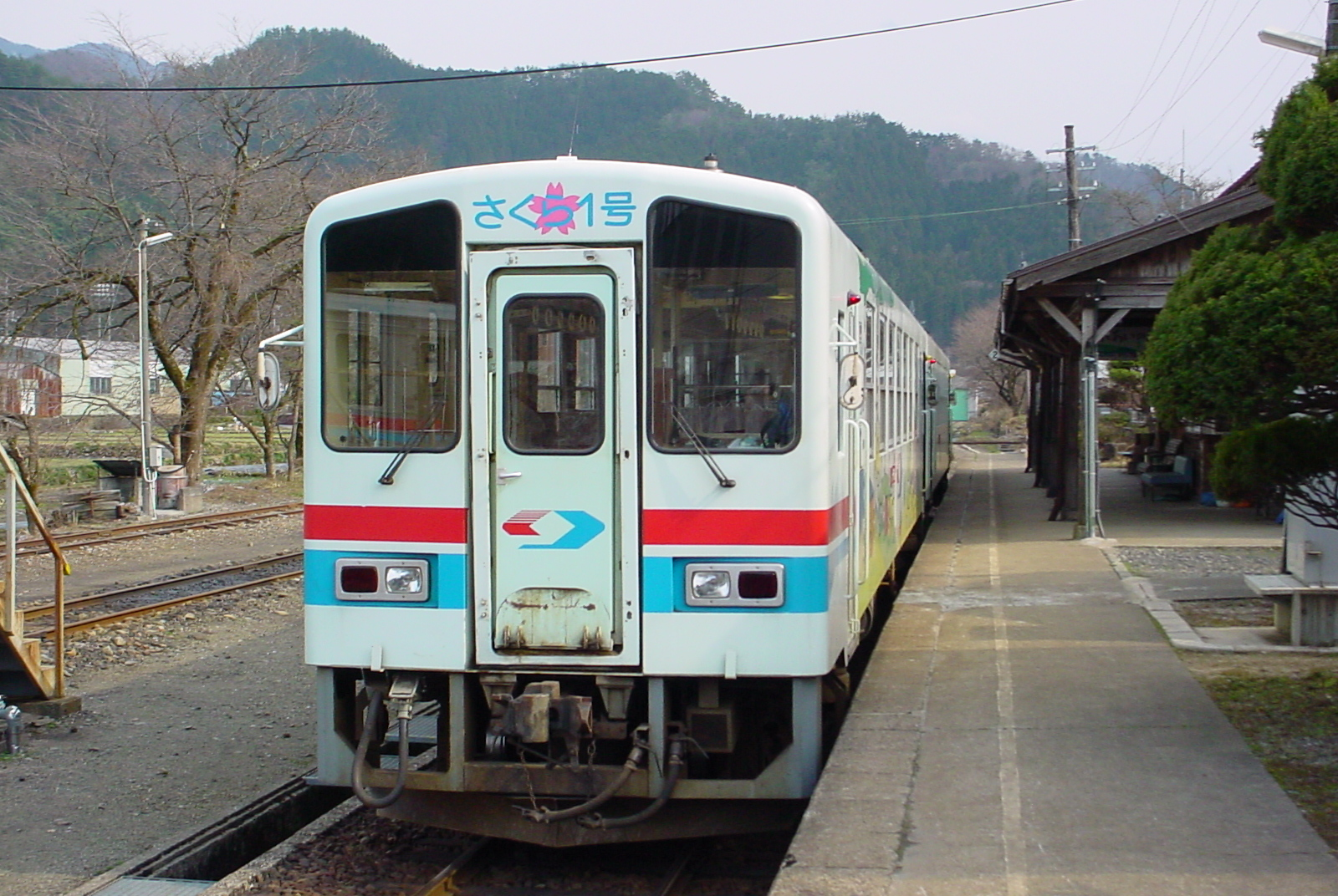
WT3000形（2006年3月26日）
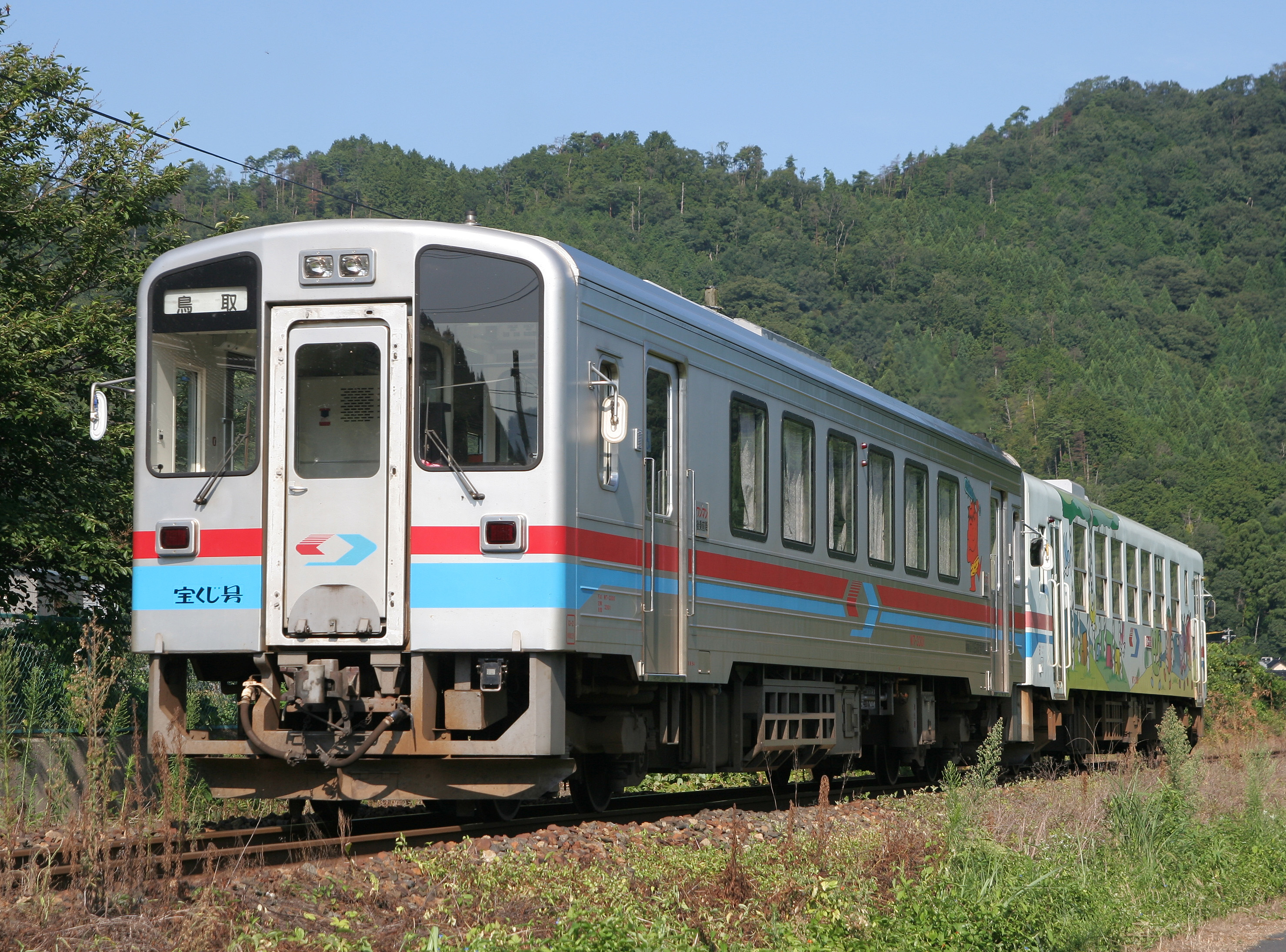
WT3300形（2009年8月26日）

### 過去の車両
WT2500形
1987年（昭和62年）10月の開業時に投入された新潟鐵工所製の軽快気動車 (NDC)。WT2501 - WT2504の4両が投入された。2001年（平成13年）から更新によりWT3000形へ改番され、2003年（平成15年）にWT2504がWT3004に変更されたのを最後に更新工事を終了。未更新のWT2502は余剰となったことから同年12月31日をもって廃車となり形式消滅した。

### 保存車両
いずれも車両としては計上されていない。
機関車
- C12 167：若桜駅構内にて動態保存されている蒸気機関車。圧縮空気で走行可能で運転体験（後述）ができる。若桜鉄道では観光列車として本線走行させる計画を立てている。
- DD16 7：かつて鉄道総合技術研究所国立研究所内で実験・試験を実施する際の車両移動用入換機として使用されていたディーゼル機関車。陸送により2012年（平成24年）12月20日に若桜駅へ搬入された。走行可能な状態に整備され、C12 167と同様に運転体験ができる。

貨車
- ト6：若桜駅構内にて保存されている元長野電鉄の貨車。
- ヨ8627：神奈川県の団体から譲渡された車掌車。若桜駅構内にて保存。

客車
- 12系：観光列車運転に備え、2011年（平成23年）に譲受した元四国旅客鉄道の客車。

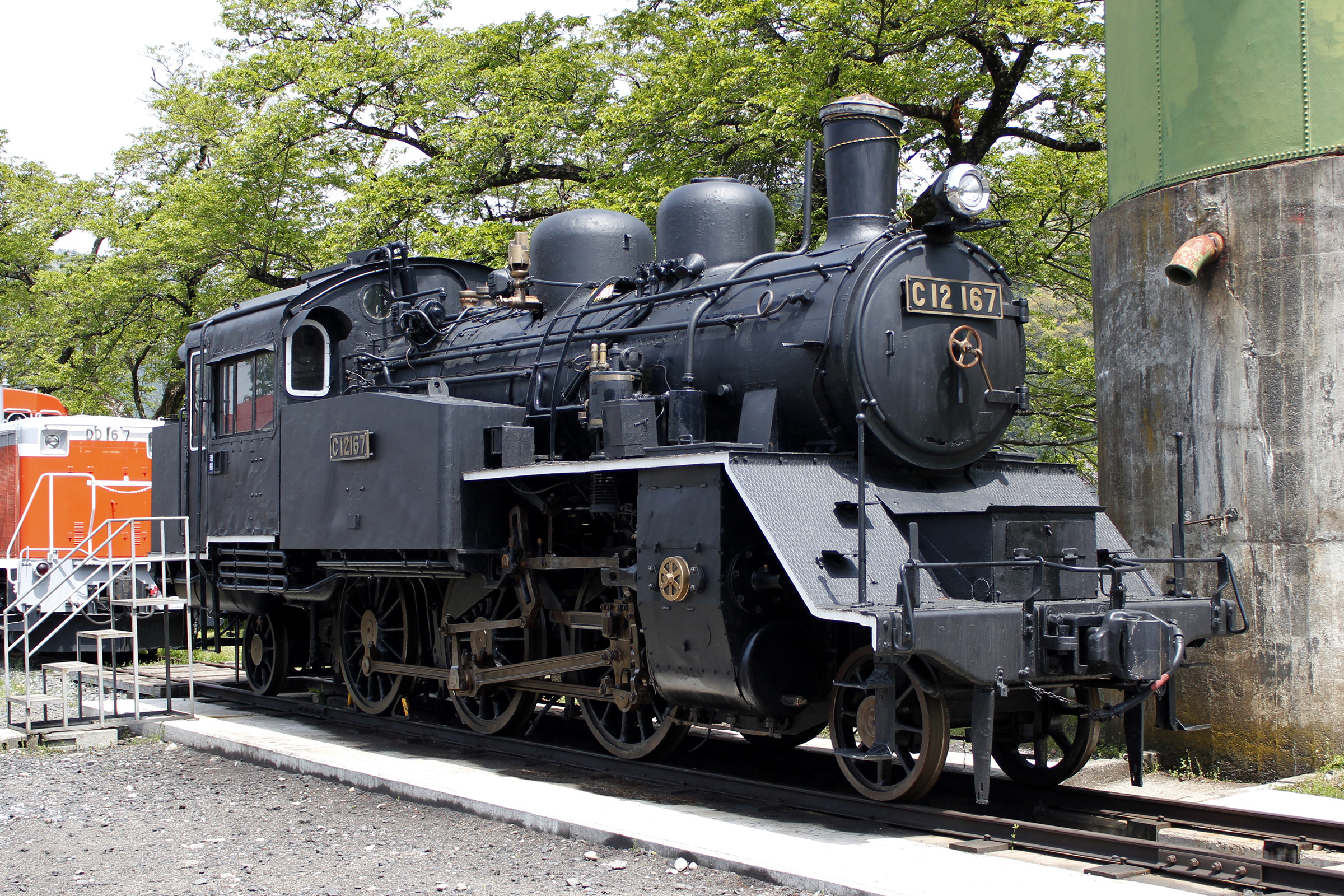
C12形蒸気機関車
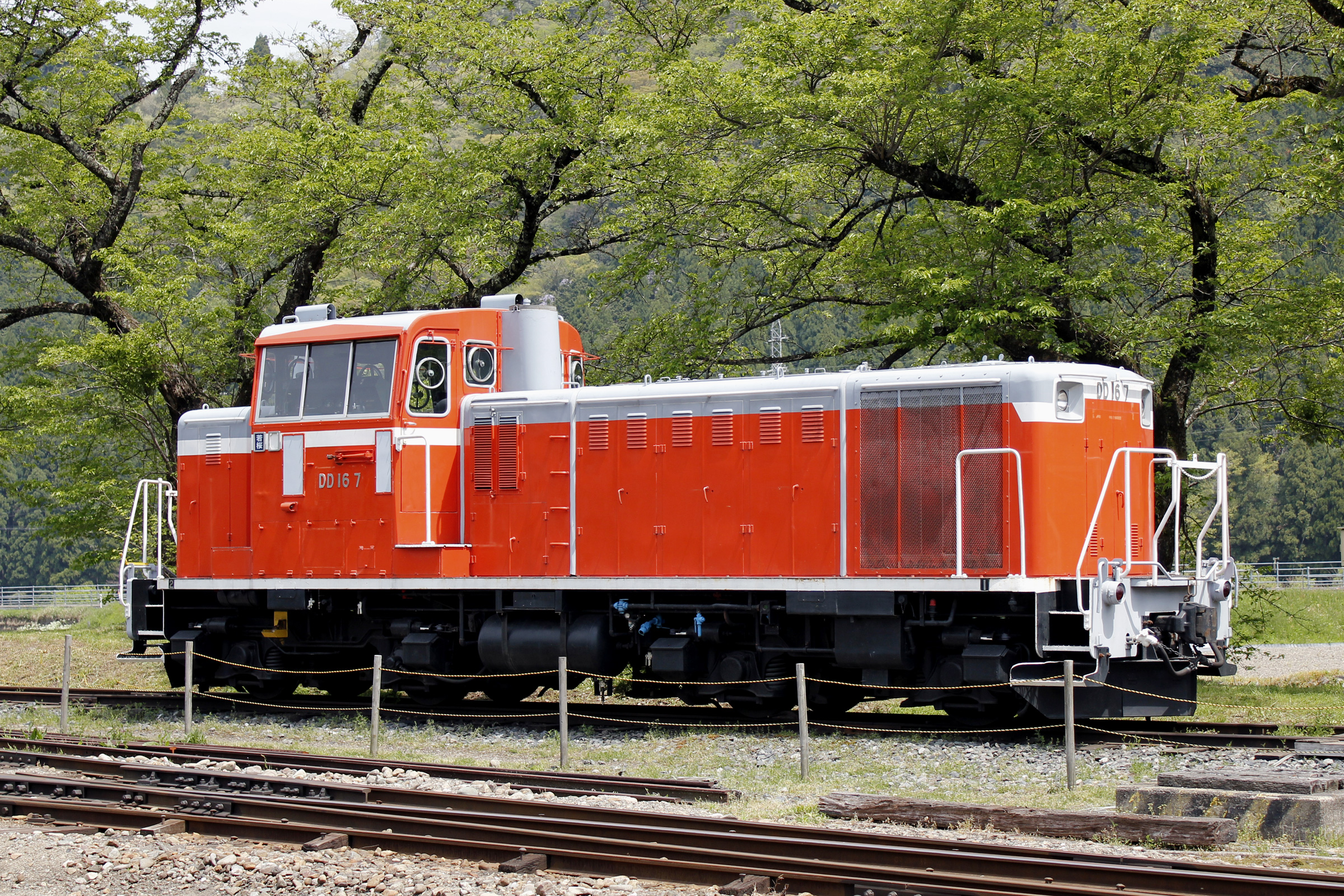
DD16形ディーゼル機関車
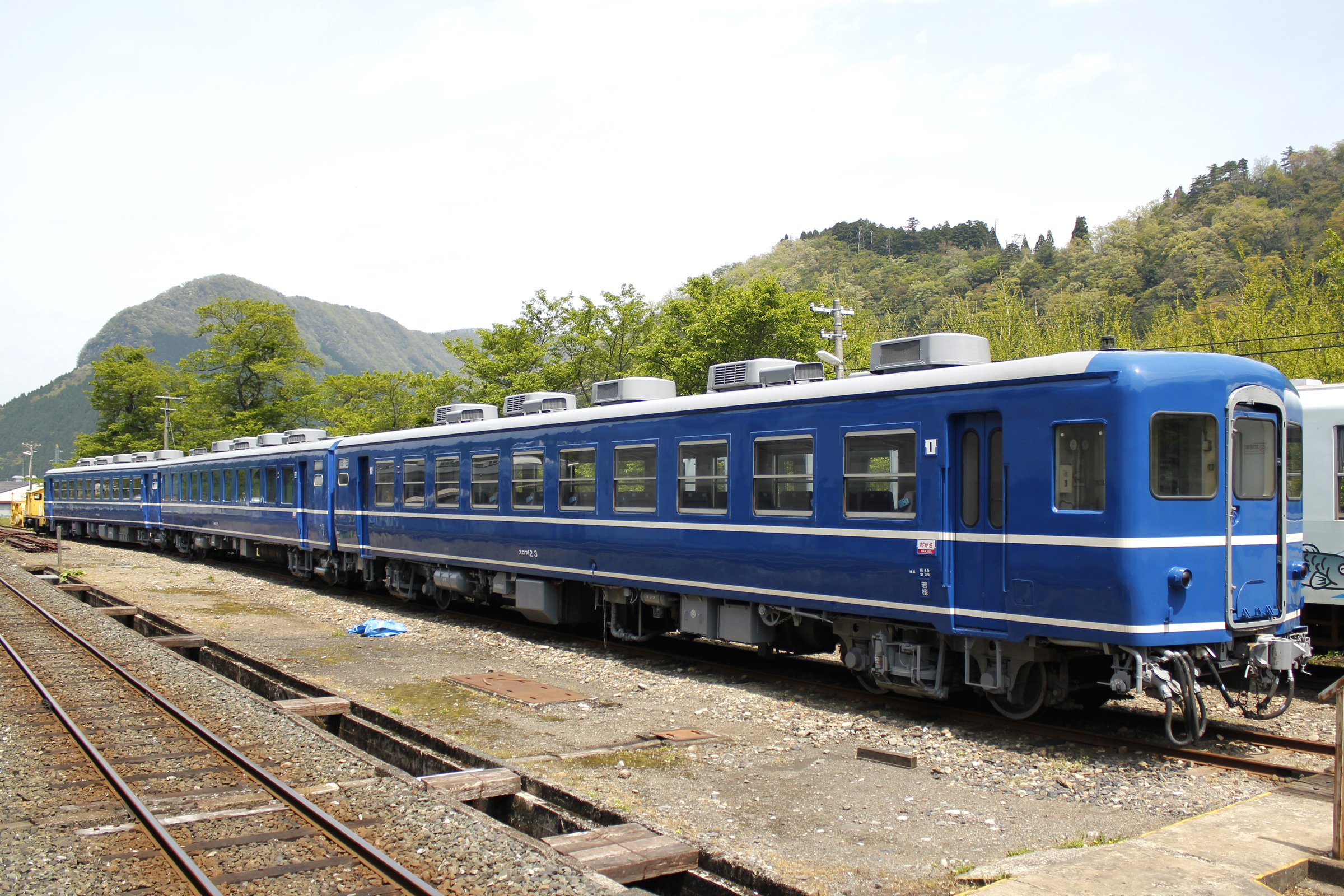
12系客車

### その他
- 排雪モーターカー：若桜線にて冬に走行するほか、駅構内の車両の入換にも使用される。
- 軌道自転車：若桜線内の点検用車両。

## 運賃
大人普通旅客運賃（小児半額・10円未満切り上げ）。2019年（令和元年）10月1日改定。
郡家駅 - 八頭高校前駅間 (0.9 km) の運賃は100円となっているが、2007年（平成19年）3月31日までこの区間の運賃は60円と日本一安い設定となっていた。1996年（平成8年）の八頭高校前駅開業当初の運賃は160円であったが、多くの高校生に利用してもらいたいとの意向から、1997年（平成9年）4月1日から 1 km までと 2 km までの運賃区分を新設し郡家駅 - 八頭高校前駅間の運賃を60円に値下げした。しかし、ここ数年は利用者減少が続いているため、年間250万円の増収が見込まれる運賃値上げを決定し、中国運輸局に2007年（平成19年）4月1日から100円に運賃を値上げすることを申請した。値上げ実施後は北大阪急行電鉄の大人初乗り運賃80円（2007年4月1日時点）が日本一安い運賃となった。しかし、北大阪急行電鉄が2017年（平成29年）4月からの運賃値上げを申請したことから、北大阪急行電鉄の値上げ実施後は1位タイではあるものの再び日本一安い運賃となる。
| 100 | 八頭高校前 | 八頭高校前 |          |      |      |      |      |      |      |
| 210 | 170        | 因幡船岡   | 因幡船岡 |      |      |      |      |      |      |
| 270 | 270        | 170        | 隼       | 隼   |      |      |      |      |      |
| 300 | 300        | 270        | 210      | 安部 | 安部 |      |      |      |      |
| 340 | 300        | 300        | 270      | 210  | 八東 | 八東 |      |      |      |
| 340 | 340        | 340        | 300      | 270  | 170  | 徳丸 | 徳丸 |      |      |
| 370 | 370        | 340        | 340      | 300  | 270  | 170  | 丹比 | 丹比 |      |
| 440 | 440        | 400        | 370      | 370  | 340  | 300  | 270  | 若桜 | 若桜 |

## 運転体験
実際に運行されているWT3000形気動車および展示走行できる状態で保存されているC12形蒸気機関車（圧縮空気により稼動）、DD16形ディーゼル機関車を使用した体験運転が、若桜駅構内にて行われている。指導運転士添乗のもと、気動車は若桜駅構内3番線（約70 m）を、C12およびDD16は展示走行用専用線（約140 m）をそれぞれ2往復できる。2024年9月には初の試みとして親子運転体験会が開催され、車両はWT3001観光列車「八頭号」が使用された。